# تکفیر و هجرت
تکفیر و هجرت (عربی: التكفير والهجرة‎)، نام یک گروه اسلامگرای افراطی با عنوان سابق «جماعت المسلمین» است که توسط شکری مصطفی تأسیس شد و در دهه ۱۹۶۰ در مصر، به عنوان شاخه‌ای از اخوان‌المسلمین ظهور کرد.